# Гумерсиндо Лаверде
Гумерсиндо Лаверде Руис (исп. Gumersindo Laverde Ruiz; 5 апреля 1835, Эстрада (город, Испания), Кантабрия — 12 октября 1890, Сантьяго-де-Компостела) — испанский писатель, журналист и философ.

## Биография
Сын Торибио Лаверде Гонсалеса и Асунсьон Руис Пуэртас. В возрасте четырёх лет переехал с родителями в Пуэбло-де-Нуэва, штат Льянес; там он изучал начальные буквы и латынь у Антонио Гонсалеса. Этот этап описал Фернандо Каррера в своей книге «Лаверде Руис в детстве», в 1956 году. Он уехал в Овьедо в 1847 году, едва ему исполнилось двенадцать лет, и там пять лет изучал философию и экстенсивность[уточнить]. С 1853 года в том же университете, что и в Мадридском, Вальядолидском и Саламанкском, он учился на обоих курсах, пока не получил степень бакалавра в 1859 году, а также на факультете философии и литературы в Овьедо. Позже он получил докторскую степень по обоим предметам. Его учёба в Вальядолиде и Саламанке привела к тому, что он устроился на работу под покровительством поэта Хосе Эриберто Гарсии де Кеведо и Лоренцо Николаса Кинтаны.
На протяжении жизни имел слабое здоровье. В 1860 году, после годичного отдыха в Нуэве вместе со своей семьей, переехал в Мадрид, где работал в Секретариате Благотворительного совета. В 1862 году выступал против нескольких[прояснить] кафедр риторики и поэтики, получив одну в Институте Луго в 1863 году; позже назначен директором этого института и занимал эту должность с 1870 по 1873 годы. Претендуя на кафедру латинской литературы в университетах Вальядолида и Сантьяго, он одновременно посещал оба университета и на оба был назначен. Выбрав университет Вальядолида, начал работу в нём с 10 октября 1873 года, пока он не перешёл на кафедру общей испанской литературы того же университета. Он стал деканом этого факультета. В 1874 году был членом трибунала[уточнить], присуждавшего Чрезвычайную премию за степень бакалавра Марселино Менендесу Пелайо, с которым у него завязалась прочная и глубокая дружба. Марселино Менендесу Пелайо Гумерсиндо Лаверде обязан первым толчком и поддержкой, которые Менендес Пелайо получил в своих проектах, в частности в его «Испанская наука» (1879 г.), который он пролонгировал. Он также ориентировал изначально либерального Марцеллина на неокатолицизм. Лаверде с юных лет задумывал «Историю испанских святых времен Римско Империи», которая на самом деле была исследованием процесса Испанской церкви на протяжении всей её истории, но эта идея не прижилась. Переведенный также по совместительству на аналогичный предмет из Университета Сантьяго 18 октября 1876 г., он занимал эту должность до своей кончины, произошедшей 12 октября 1890 г..
Помимо юридических исследований, он посвятил себя литературным и философским исследованиям и стал известен как прозаик и поэт. Он был одним из близких друзей и советником Марселино Менендеса Пелайо, с которым у него были долгие и плодотворные эпистолярные отношения, вплоть до того, что за год до смерти Менендес Пелайо признался, что многие из его работ не были бы выполнены без поддержки Лаверде. Он также переписывался с другими великими интеллектуалами своего времени, такими как Хуан Валера. В 1865 году он опубликовал «Большой альманах двух Астурий», и он защищал проект кантабрийской железной дороги в письмах и статьях, опубликованных в «Труде», «Ревю Оветенсе» и «Ла Биеха Монтаньеса де Сантандер», против чего возражала почти вся астурийская пресса. Он также решительно выступал за объединение Астурии Овьедо и Сантандера, то есть за объединение Княжества и Гор в церковном и университетском плане путём создания единого округа; отправление правосудия с территориальным слушанием; в военном плане с созданием генерал-капитанства для двух территорий; сельскохозяйственный, промышленный и художественный союз, проводящий конгрессы, выставки и конкурсы; культ славы и традиций, возведение в Ковадонге пантеона, в котором покоится прах его прославленных мужей, и, наконец, объединение во «всем и для всего честного, прекрасного и полезного», предлагая создать инфраструктуру для поощрения взаимной торговли. Так Лаверде понимал союз двух Астурий: «Работать сообща на благо своей общей цивилизации, а также на благо общей цивилизации полуострова, как основной части, принадлежащей к иберийской национальности».
Уже будучи членом-корреспондентом Академии, он получил почетное упоминание на поэтическом конкурсе Королевской Испанской академии, состоявшемся в 1865 году. Королевским указом от 24 февраля 1872 года он был назначен главой администрации четвёртого класса, чиновником третьей стороны министерства развития. Он был академиком-корреспондентом Королевских Академий языка (1864 г.) и истории (1868 г.). Он был известен своей защитой испанского философского прошлого перед лицом дискредитации того времени. Он оказал большое влияние на Менендеса Пелайо, особенно на его ранние работы.

## Произведение
Его письменные работы не слишком обширны и собраны, в основном, в «Критических очерках по философии, литературе и общественному образованию» (Луго, 1868 г.), остальные рассредоточены по журналам того времени; в этих очерках он показан как философ-неокатолик и яростно борется с краузизмом. После смерти его вдовы[что?], Хосефы Гайосо, он отправил свой файл Марселино Менендесу Пелайо с идеей, чтобы он отредактировал его работы, что не было выполнено из-за смерти Менендеса Пелайо. Его стихи были опубликованы в 1952 году с фундаментальным предисловием Хосе Марии де Коссио, и укладываются в рамки романтического пафоса, хотя он предпочитает выражать свои чувства с помощью классической метрики, в частности сапфической строфы, поскольку он всегда особенно заботился о формальной заботе и даже внес некоторые новшества в метрику, которые обсуждались его современниками. Его стихи любовные, с сильным присутствием фантасмагорических тем, привидений и ноктюрнов, всегда с пафосом, исходящим из туманов его родины и в который его погружает его болезненная болезнь, и в них можно найти отголоски Афонса Ламартина, и Макферсон (Оссиан) в таких стихах, как «Луна и лилия».
Он сотрудничал в нескольких газетах и журналах: «Де Астурия», «Альбом де ла Хувентуд», «Эль Фаро Астуриано», «Литературный журнал Астурии», «Эль Лейбористо», «Ревю де Астурия» и «Эль Ориенте де Астурия». Из Саламанки, Эхо Саламанки и Хроники Саламанки. Из Севильи, Литературная Испания. Мадрид, Научный и Литературный кружок, Журнал общественного просвещения, Иберийский журнал, Ла Конкордия. Испанский журнал, Журнал «Образование», «Прогресс», Мадридский журнал, «Просвещение Галисии и Астурии», Европейский журнал и ряд других. Де Сантандер, Горная Пчела, Тусовка, Журнал Cantabro Asturiana и Книга Кантабрии. Кроме того, он оставил много неопубликованных статей и стихов.
Список работ
- Критические очерки философии, литературы и общественного просвещения (Луго: Типография де Сото Фрейре, 1868 г.),
- Мир и тайна, стихотворение.
- Библейские исследования, 1868 г., том V испанского журнала
- Традиционализм в Испании в XVIII веке, 1868 г., том I испанского журнала.
- Изабелле II, Мадрид, 1865 год. Ода, удостоенная награды RAE.
- Испанский философ Себастьян Фокс Морсильо: вступительная речь в 1884-85 учебном году в Университете Сантьяго-Сантьяго, 1885 г. (Имп. Соборной семинарии).
- Гумерсиндо Лаверде Руис. Выбор и изучение Хосе Марии де Коссио. Сантандер, 1951 (Имп. и прим.современного книжного магазина) Moderna.
- Лексикографические заметки о ветви астурийского диалекта, 1879 г., Журнал Астурии.